# Ejército de Irak
El Ejército de Irak (oficialmente Nuevo Ejército Iraquí) se refiere a la rama terrestre de las Fuerzas Armadas de Irak.  
La forma moderna de este ejército fue creada inicialmente por el Reino Unido durante el período de entreguerras, donde el control de facto del territorio estaba en manos del Mandato de Irak controlado por los británicos. Tras la invasión del 2003 al territorio iraquí, el ejército iraquí fue refundado junto a las líneas de mando y los militares norteamericanos allí desplegados, contando con enormes apoyos de Estados Unidos a todos los niveles, además de Reino Unido y Arabia Saudí. 
A causa de la insurgencia que se inicia tras la invasión norteamericana y aliada, el Ejército Iraquí sería destacado como parte de la fuerza contra-insurgente.Con el retiro de las tropas estadounidenses, iniciado en diciembre de 2011, las recientemente creadas fuerzas iraquíes asumirían la responsabilidad total por la seguridad e integridad territorial de Irak.

## Inicios
Las amenazas de un nuevo conflicto provenientes por parte de la recién emergida República de Turquía, la cual reclamaba como suyos los territorios del anterior Imperio otomano, entre ellos el valiato de Mosul, le dio suficientes razones a los británicos para que formaran un Ejército Iraquí el 6 de enero de 1921. 
La primera brigada se llamó la Brigada Mussa Al-Kadhum, que consistió en oficiales ex otomanos de etnia iraquí; sus primeros cuarteles se ubicaron en Kadhimyah. Así mismo, Reino Unido proveyó apoyo de tropas, materiales y entrenamiento al recientemente creado Ejército Iraquí, así como a la Armada y a la Fuerza Aérea, a su vez que mantuvo una misión militar destacada en Bagdad.

## Real Ejército Iraquí
De 1533 a 1918, Irak estuvo bajo el dominio otomano por medio de los tres valiatos otomanos que lo conformaban anteriormente, por lo que pelearon la Primera Guerra Mundial del lado de las fuerzas regulares otomanas, así como de las potencias centrales. 
Después de 1917, el Reino Unido tomó el control del país. Las primeras fuerzas militares iraquíes se establecieron por parte del mandato británico en la figura del levante iraquí, grandes batallones de tropas acantonadas para guarecer y proteger las bases de la Real fuerza aérea británica en las partes donde existió el control directo británico en Irak.
En agosto de 1921, los británicos instauraron un monarca de origen hachemita y proclamaron como rey a Faisal I, que había sido forzado a dejar el trono como rey de Siria por los franceses, que le vieron como un obstáculo para sus metas. De igual forma, las autoridades inglesas seleccionaron a los miembros de la élite árabe sunita de la región para designarlos en los cargos de gobierno y en los despachos ministeriales instalados en Irak. Los británicos y los iraquíes formalizaron sus relaciones entre las dos naciones con el Tratado anglo-iraquí de 1922. Con la ascensión de Faisal al trono, el título de Ejército Iraquí sería cambiado al de Real Ejército de Irak. 
Real Ejército de Irak.
En 1922, el ejército totalizó un contingente de 3618 hombres. Esta cifra estaba por debajo de los 6000 miembros requeridos por la monarquía iraquí y situándose en la cifra de menos de 4500 soldados, limitada por los británicos en el anterior pacto. Este ejército, en principio, pareció a los locales como poco atractivo por los bajos salarios devengados, aparte de los malos planes de reclutamiento. 
Para ese momento, el Reino Unido mantenía ya los derechos de las fuerzas locales del levante iraquí, así como de los levitas iraquíes mandados por oficiales británicos, quienes se mantuvieron bajo control directo del Imperio británico. Con una tropa de 4984 hombres, los levitas iraquíes sobrepasaban en cifras a los miembros del ejército real regular, ya que los británicos fijaron un límite de 4500 acuartelados para el anterior.
Ya en 1924, el Real Ejército de Irak creció hasta los 5,772 reclutados, y para el año siguiente ya disponía de más de 7,500 soldados. Esta cifra se mantuvo hasta 1933. Este ejército ahora contaba con seis batallones de infantería, tres regimientos de caballería, dos regimientos de montaña y un regimiento de artillería de campo.
En 1932, el Reino de Irak ya tenía garantizada su independencia real. La independencia se garantizó bajo el amparo del nuevo tratado de 1930, en donde el Reino Unido culminaba su mandato de forma oficial y bajo la condición de que el gobierno real iraquí permitiría el establecimiento formal de una misión de asesores y consejeros directamente instalados en el reino para los asuntos gubernamentales, así como las bases británicas restantes tendrían garantizada su presencia, y de serle requerida, obtendría el Reino Unido su asistencia en tiempos de guerra.
Tras adquirir su independencia en 1932, las tensiones políticas sobre la continuidad de la presencia británica en el gobierno crecerían, surgiendo divisiones en el seno del gobierno iraquí y sus políticos. Estos se dividirían entre probritánicos y los que consideraban negativa la presencia británica.
Los políticos de la línea probritánica fueron representados por líderes políticos como Nuri as-Said, quien no se opuso a que la presencia británica continuara. Los políticos de la línea antibritánica serían representados por políticos como Rashid Ali al-Gaylani, quien demandaba que toda influencia británica en el gobierno fuera removida. De 1936 a 1941, cinco intentos de golpe perpetrados por el R.E. de Ir. ocurrieron durante cada año, todos ellos liderados por el jefe de los oficiales del Ejército. Fueron encausados contra el gobierno para presionar la concesión de las demandas hechas por los militares.

## Segunda Guerra Mundial
En los inicios del mes de abril de 1941, durante la II Guerra Mundial, Rashid Ali al-Gaylani y otros miembros del movimiento antibritánico "Escuadrón Dorado", lanzan un golpe de Estado contra el gobierno en el poder. El primer ministro de Irak Taha al-Hashimi renunció y Rashid Ali al-Gaylani tomó su lugar como primer ministro. Rashid Ali a su vez se autoproclamó como el jefe del "Gobierno de Defensa Nacional". Rashid Ali no destituyó a la monarquía, pero en cambio instaló a un regente más acorde a sus ideales. A su vez, intentó restringir los derechos de los británicos, los cuales fueron garantizados mediante los acuerdos signados en el tratado del año 1930.
El 30 de abril, las unidades del Ejército Iraquí establecieron por sí mismas en el campo de aviación de la RAF en Habbaniya un pertrecho de fuerzas, ocupándola en su parte sur. Un enviado iraquí fue para explicar las demandas de no hacer movimientos, tanto en tierra como en el aire por parte de los ingleses, o la base sería tomada íntegramente. Los británicos se rehusaron y demandaron a su vez que las fuerzas iraquíes abandonaran la base. Sumado a esto, el destacamento británico desplegaría sus fuerzas en la ciudad de Basora, los iraquíes demandaron que estas fuerzas fuesen retiradas.
En la madrugada del 2 de mayo de 1941, se inicia la Guerra Anglo-Iraquí entre el gobierno de Rashid Ali y las fuerzas británicas establecidas en el territorio, desde las bases de Habbaniya, desde donde se empezaron ataques aéreos contra los iraquíes beligerantes. Para ese momento, el ejército ya había crecido de forma importante. Para esa época contaba con cuatro divisiones de infantería y cerca de 60 000 soldados.
En su capacidad máxima, cada división disponía de tres brigadas. La 1.ª y la 3.ª división estaban acantonadas en Bagdad. También estuvo en Bagdad una Brigada Mecanizada Independiente, compuesta de una compañía de tanques ligeros, una de camiones blindados, dos batallones de infantería mecanizada; la cual era movilizada en camiones, una compañía de "ametralladoras mecanizadas", y una brigada de artillería autopropulsada. La 2.ª división iraquí estaba acantonada en Kirkuk, y la 4.ª división estaba en Al Diwaniyah, sobre la línea principal del ferrocarril entre Bagdad y Basora. Es de anotarse que todas las brigadas denominadas como "mecanizadas" eran unidades que se transportaban principalmente en camiones.
Las hostilidades entre los iraquíes y los británicos durarían hasta el 30 de mayo de 1941. El Gobierno alemán despachó en ayuda de los iraquíes una unidad de aviación, la Fliegerführer Irak, y el Reino de Italia se limitó a enviar un número reducido de asistencia, pero los envíos de ambos bandos fueron muy deficientes en calidad y en efectividad, siendo a la larga inadecuados. A pesar del esfuerzo inicial, los británicos llegaron a invadir Bagdad, por lo que el líder de la revuelta Rashid Ali al-Gaylani tuvo que huir de Irak.
Tras el fin del conflicto anglo-iraquí, Nuri as-Said retornó a su puesto de primer ministro y dominó en la política de Irak hasta el derrocamiento de la monarquía y su asesinato en 1958. Nuri as-Said persiguió durante su mandato una línea de acercamiento a occidente. Y a pesar de los hechos, al ejército no se le disolvió, al contrario, sería mantenido por si se veía una posible ofensiva alemana desde el sur de Rusia. Finalmente, las tropas británicas abandonaron Irak a fines de los años 40.

## Guerra árabe-israelí de 1948
Durante la primera guerra árabe-israelí, los iraquíes desplegaron una fuerza expedicionaria que en su cumbre llegaría hasta unos 18000 efectivos. En 1948, el R.E. de Ir. destacó hasta 21 000 soldados en veinte brigadas y la Real Fuerza Aérea Iraquí contribuyó con 100 aparatos, mayormente de origen británico.
Inicialmente los iraquíes acometieron con cerca de 3000 hombres al esfuerzo de guerra, en ellos se incluyen cuatro brigadas de infantería, un batallón de blindados, y una brigada de apoyo logístico. Esas fuerzas operaron bajo el mandato oficial del Reino de Jordania. Durante los primeros roces, los iraquíes incrementaron sus fuerzas a cerca de 10 000 efectivos. Ya en las últimas fases del conflicto, los contingentes expedicionarios iraquíes sumaban un total de entre 15 000 y 18 000 hombres.
Las primeras fuerzas iraquíes desplegadas llegaron a Jordania en abril de 1948, bajo el comando del General Nur ad-Din Mahmud. El 15 de mayo, los ingenieros iraquíes construyeron un puente de pontones en las orillas del río Jordán y atacaron a las fuerzas israelíes en el asentamiento de Gesher con poco éxito. 
Tras su derrota, las fuerzas iraquíes se movieron dentro de los asentamientos del triángulo estratégico de Naplusa, Jenin y Tulkarm, donde sufrieron bajas en cantidades severas por el ataque israelí contra Jenin, el que se inicia el 3 de junio, pero estos combatientes, bajo el mando jordano; fueron forzados a mantenerse en dichas posiciones. La mayoría de la participación activa de las fuerzas iraquíes en la guerra se retiró de forma efectiva en este punto.
En mayo de 1955, los británicos finalmente se retiraron de Irak. Las autoridades iraquíes se pronunciaron durante las negociaciones tras el retiro para formar finalmente unidades militares en las bases abandonadas. Una brigada de infantería motorizada sería la primera unidad en montarse, ésta se acantonó en la base que anteriormente la RAF tenía en Habbaniya, una locación que estuvo ocupada por el contingente británico de los levíes iraquíes.
=

## Instauración de la república
La monarquía hachemita se mantuvo en el poder hasta 1958, luego de que un golpe echara abajo el aparato monárquico, este acto fue enteramente planificado por los altos oficiales del Ejército Iraquí, y se conoce como la Revolución del 14 de julio. El Rey Faysal II de Irak, junto a los miembros de la familia real fueron ejecutados. Este golpe llevaría al poder a Abdul Karim Qasim. Como uno de sus primeros actos de gobierno, hizo que Irak se retirase del Pacto firmado anteriormente en Bagdad y estableció relaciones amistosas con la URSS.
Cuando Qāsim se distanció de la línea ideológica de Abd an-Nāsir, enfrentó una feroz oposición de parte de los elementos pro-egipcios del cuerpo de oficiales en el Ejército Iraquí, en cabeza de Abdul Salam Arif. Arif, quien quería una cooperación más cercana a Egipto, fue retirado de sus funciones y fue puesto en prisión. Cuando los acuartelados en Mosul se rebelaron contra las políticas de Qāsim, le permite al líder kurdo Barzānī su regreso del exilio desde la Unión Soviética para suprimir a los rebeldes pro-Nāsiristas.
En éste turbulento momento se dio la creación de la nueva 5.ª División, compuesta por elementos de infantería mecanizada, cuya fundación fue formalmente anunciada el 6 de enero de 1959, día del ejército. En esta ceremonia, Qāsim sería promovido al rango de general.
En 1961, la acumulación de tropas en la estrecha frontera con Kuwait, en conjunto a los reclamos iraquíes sobre el pequeño enclave, dieron el motivo para el inicio de una nueva crisis, en donde las fuerzas militares británicas (las fuerzas terrestres británicas, la armada, y la fuerza aérea) fueron por un periodo, desplegadas en Kuwait. En 1961, Kuwait obtuvo su independencia del mandato británico, y en ese momento Irak reclamó su soberanía sobre Kuwait. 
Como en los 30, Qāsim basó la petición iraquí bajo la afirmación de que dicha nación era anteriormente un distrito. Kuwait había sido una parte de la provincia otomana de Basora, y que, según el argumento de los iraquíes, fue injustamente separada por los británicos de la parte principal del territorio del estado iraquí cuando fue creado en los 20. Los británicos reaccionaron de forma airada al reclamo iraquí sobre Kuwait y enviaron en respuesta tropas para detener las ambiciones de Irak. Qāsim fue forzado a retroceder y en octubre de 1963, Irak finalmente reconocería con desgano la soberanía de Kuwait.
Qāsim fue asesinado en febrero de 1963, cuando el partido político Ba'ath tomó el poder bajo el liderazgo del General Ahmed Hasan al-Bakr (primer ministro) y el Coronel Abdul Salam Arif (presidente). Nueve meses después Abd as-Salam Muhammad Arif lidera un exitoso contra-golpe contra el aparato del partido Ba'ath. 
El 13 de abril de 1966, el presidente Abdul Salam Arif muere en un accidente de vuelo, cuando su helicóptero se estrella, a lo cual es sucedido por su hermano, el General Abdul Rahman Arif. Seguidamente, la guerra árabe-israelí de 1967 inicia, y el Ba'ath se toma de nuevo la confianza para acceder de forma violenta al poder, el 17 de julio de 1968. Tras dicho golpe, Ahmad Hasan al-Bakr se convierte en el nuevo presidente y jefe de despacho del Consejo Nacional Revolucionario iraquí (CNR).
=

## Guerra de los Seis Días
Durante la Guerra de los Seis Días, la 3.ª división iraquí de medios blindados sería desplegada en el occidente de Jordania. Pero tras los ataques israelíes contra el Banco oriental, los que se desarrollaron tan rápidamente, el ejército no se pudo organizar y dar alguna ofensiva capaz de contener el contundente avance israelí antes de que pudieran alcanzar Jordania y de que se cesaran las hostilidades.
Asaltos aéreos repetidos por parte de la aviación israelí contribuyeron de varias formas para que dicho esfuerzo decidiera esta guerra en favor de los israelís. Al momento en que los elementos iraquíes decidieron alcanzar el río Jordán, la integridad de Cisjordania entera se vio vulnerada por dicha avanzada, cabe citar que dicho territorio ya estaba en manos israelíes, fue tarde e inoportuno, además que los iraquíes no contaban con suficientes elementos para haberse constituido una defensa efectiva. 
Durante el curso de las acciones de la campaña sobre Jordania, diez iraquíes fueron asesinados y 30 resultaron heridos en las acciones, especialmente tras los combates principales que se sucedieron en Jerusalén. Los combates a su vez causaron daños en otras áreas de Cisjordania, donde los elementos iraquíes y soldados jordanos defendieron sus posiciones al costo de sus vidas.
Barzānī y los kurdos, quienes habían iniciado una revuelta en contra de las autoridades centrales de Bagdad en 1961, le siguieron causando serios problemas al ejército en 1969. El secretario general del Partido Ba'ath, Saddam Hussein, sería encargado de encontrarle una solución definitiva al incidente. Desde el principio le quedó claro que no sería posible el obtener una solución militar contra el movimiento de los kurdos, y en 1970 se firma un acuerdo político entre los rebeldes y el gobierno central iraquí.
Tras la derrota árabe en 1967, Jordania se convierte en el caldero de las actividades palestinas. Durante este tiempo, varios elementos de la OLP intentaron crear un estado palestino sin concordancia a los deseos políticos de Jordania, lo que causó que las autoridades jordanas lanzaran una campaña militar a gran escala contra la OLP. Cuando hacían dichas maniobras, Siria inicia la invasión de Jordania, a lo que las fuerzas iraquíes respondieron rápidamente al mover una brigada en Rihab, Jordania.[cita requerida] De otra manera, la única alternativa iraquí sería que dispararan contra algunas aeronaves jordanas.

## Guerra de Yom Kipur
Al siguiente conflicto, la guerra del Yom Kippur, Irak envió de su ejército cerca de 60 000 hombres, los cuales componían una fuerza expedicionaria con el objetivo de apoyar los esfuerzos del Frente sirio en la guerra árabe-israelí de 1973. Su composición era la 3.ª y la 6.ª división blindada, dos brigadas de infantería, doce batallones de artillería, y una unidad de brigada de las fuerzas especiales. 
Las dos brigadas de medios blindados, según los expertos, eran las mejores formaciones militares de todo el Ejército de Irak. Sin embargo, durante sus operaciones en los Altos de Golán, su desempeño fue mediocre en función de su somera y estrepitosa actuación en cada nivel de la efectividad militar. La Inteligencia Militar, pequeña e incipiente unidad independiente, vio acción de forma prácticamente nula y se puede decir incluso que estuvo ausente.
Tras su participación en dicha guerra, Irak inicia el mayor programa de reconstrucción de su fuerza militar y el pie de fuerza activo del momento se duplicó, así como lo hizo el número de sus divisiones, que de ser seis pasó a ser de doce divisiones, de las cuales ahora dos eran de infantería mecanizada y cuatro de medios blindados.

## Guerra Irán-Irak
Luego de que las ansias de poder de Saddam Hussein, quien buscaba reconstruir el anterior territorio de Irak, al incorporar a Juzistán y Kuwait posteriormente, quiso imponerse a la fuerza ante su rival más cercano, al incorporar de Irán la primera provincia mencionada, y atacando deliberadamente objetivos económicos de Irán, con lo que se inicia la Guerra Irán-Irak, para ello dobló el tamaño del ejército iraquí, el cifrado desde 1981; que entonces contaba con más de 200 000 soldados; agrupados en 12 divisiones y 3 brigadas independientes, y ya en 1985 contaba con 500 000 hombres alistados en 23 divisiones y nueve brigadas. 
Las nuevas divisiones y brigadas fueron creadas en 1981 cuando la 11.ª y 12.ª divisiones de guardia fronteriza fueron convertidas a divisiones de infantería, y la 14.ª división de infantería fueran formadas y/o reconvertidas en unidades militares plenas.
Sin embargo, el aumento en el número de divisiones es engañoso, ya que durante la guerra, las divisiones iraquíes abandonaron su organización estándar y la cambiaron por una de brigadas y batallones orgánicos permanentes, asignados cada uno a una división. En lugar de asignarse las misiones directamente a los cuarteles principales, a cada división se le asignó una misión dentro de un sector determinado y luego las brigadas eran asignadas a cumplir las misiones encargadas -con más de ocho o diez brigadas- en algunas ocasiones.
Esta guerra tuvo un alto impacto económico y social, ya que por su afectación el dirigente tuvo que destinar hombres capacitados ´únicamente para trabajar a labores de guerra para las que no estaban clasificados, pereciendo gran parte de ellos como carne de cañón -se cree que más de medio millón de víctimas entre militares iraquíes, militares iraníes y civiles perecieron a causa del conflicto- y aparte, no hubo cambios significativos en las fronteras y las reparaciones se creen incluso que no fueron pagadas en su totalidad, dado el enorme desgaste económico de ambas naciones. 
El conflicto es comparado en ocasiones con las batallas sucedidas en la 1.ª guerra mundial, ya que las tácticas usadas se asemejaban bastante a las de las batallas sucedidas entre 1914-1918, incluidas las tristemente célebres prácticas de desgaste, y ahora a mayor escala; como la guerra de trinchera, con muchos puestos de ametralladoras operadas por pelotones inexpertos, las cargas frontales de bayoneta, el uso de cercados hechos con alambre de púas alrededor de las trincheras y bolsas de tierra sin control efectivo, hordas de murallas humanas contra los nidos de ametralladoras, aparte del uso extensivo de gases como armas químicas (tales como el mostaza) contra las tropas iraníes, como contra de civiles, así como se hizo extensivo su uso contra los supuestos rebeldes kurdos en el mismo territorio de Irak.

## La Guerra del Golfo

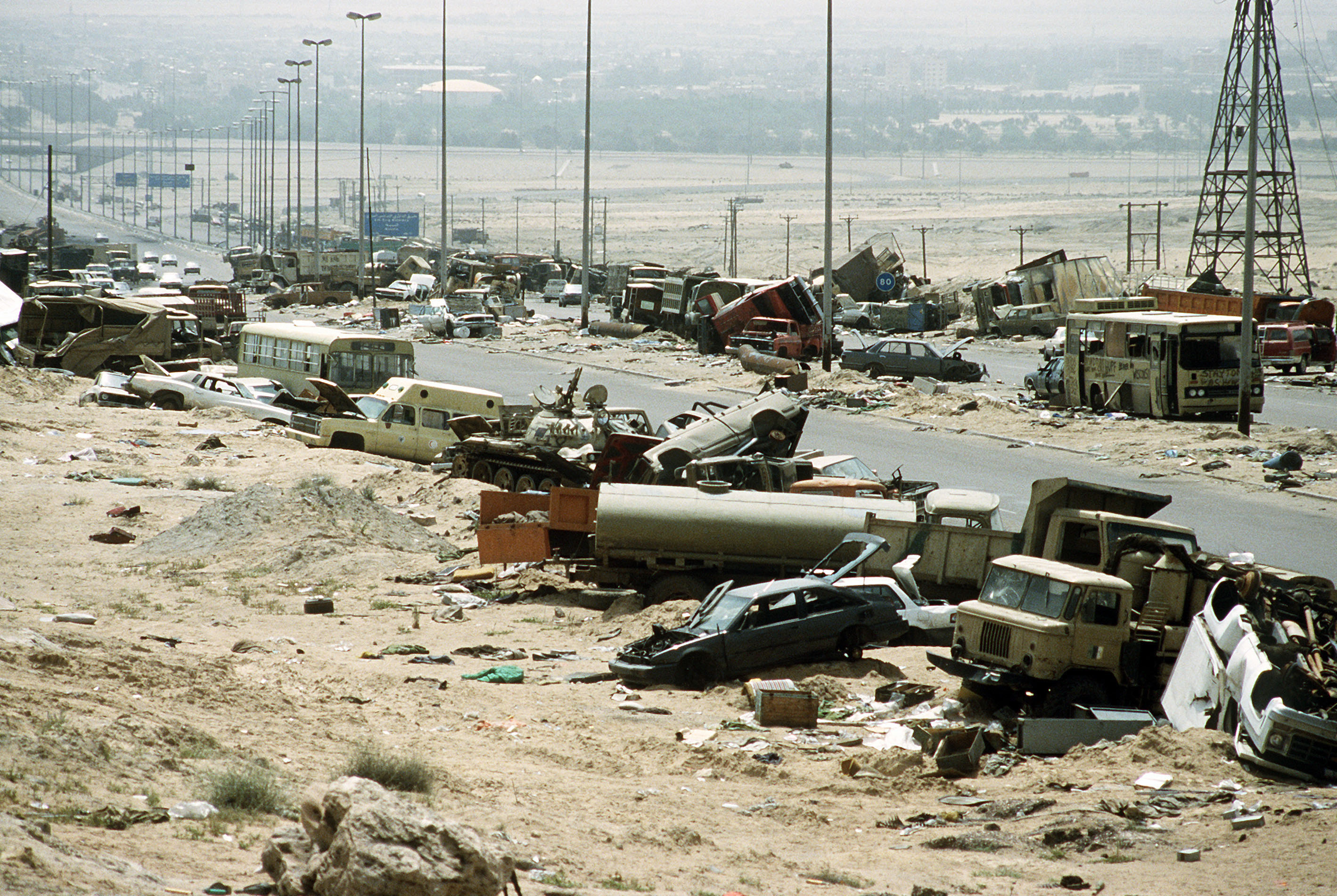
Una formación de vehículos iraquíes destruidos en la Autopista de la muerte el 18 de abril de 1991.

Para los inicios de la Invasión de Kuwait, el cual sería el primer contacto armado de 1991 en el marco de la Guerra del Golfo Pérsico, la fuerza militar iraquí se estimaba en una cantidad de 1 000 000 de hombres. Justo después de que la guerra empezara, los hombres circunscritos se agruparon en 47 divisiones de infantería más nueve divisiones de medios acorazados y otros medios mecanizados, agrupados en siete cuerpos.
Esto le daba un total de cerca de 56 divisiones en el ejército, y un total para las fuerzas terrestres que llegaba a las 68 cuando las doce divisiones de la Guardia Republicana eran incluidas.
A su vez, en la prensa y los otros medios occidentales se afirmaba que la cantidad de miembros del ejército no superaba los 545 000 (en algunos se citaban hasta 600 000) miembros. Al día de hoy los expertos no se ponen de acuerdo en cual es la cantidad exacta de tropas, y creen que las descripciones tanto cuantitativas como cualitativas del Ejército de Irak en el momento fueron exageradas, ya que en ellas se incluyeron tanto elementos recientemente reclutados como a las unidades temporales y a las auxiliares. 
Muchos de los reclutados dentro del Ejército Iraquí eran a su vez muy jóvenes, aparte de los escasos recursos y del básico entrenamiento impartido a las levas, nunca se estableció realmente una verdadera fuerza eficaz de combate, dada la precariedad de los recursos disponibles. Saddam Hussein nunca confiaba en el ejército a raíz de las experiencias de sus predecesores; al momento que, su fuerza principal y con la que se mantuvo en el poder, aparte de la Guardia Republicana Iraquí, era el Ejército Popular Iraquí.
El amplio soporte internacional durante la Guerra Irán-Irak le significó a Irak disponer de grandes cantidades de equipamiento militar, pero con el deficiente problema de poseer un equipamiento de diversos orígenes y en algún momento lo hizo el mayor comprador de armas del mundo. Esto le restó efectividad por la poca estandarización resultante en su muy grande y heterogénea fuerza militar, la cual adicionalmente tenía un pobre entrenamiento (fruto de la desconfianza de Hussein en su ejército); y de una muy alta desmoralización entre sus filas.  
La mayoría de los cuerpos blindados iraquíes aún seguían equipados con los viejos T-55 soviéticos, Tipo 59 y Tipo 69 chinos, entre los años 50 y 60, y algunos T-72 soviéticos además de los pocos T-72M1 localmente producidos entre los años 70 y 90. Estas máquinas no estaban equipadas para confrontar a blindados modernos, que contaban ya con sistemas de visión térmica, o miras láser, y su efectividad en entornos modernos de combate era muy limitada. 
Los iraquíes fallaron en tratar de buscar una contra medida efectiva contra el sistema de miras térmicas o de misiles, así como en contra de rondas de tipo sabot, como las usadas por los blindados M1 Abrams, FV 4032 Challenger 1 y otros vehículos de las fuerzas de la coalición. Estos dispositivos le permitieron a la coalición internacional destruir de forma efectiva el grueso de los blindados iraquíes y el alcanzar los blancos a distancias superiores de más de tres veces a las que los tanques iraquíes podían enfrentárseles.
Las tripulaciones de los tanques iraquíes, al no disponer de otras rondas, usaban las muy pobres y vetustas cargas penetradoras de 125 mm contra el muy avanzado blindaje compuesto Chobham de los tanques estadounidenses y británicos, con resultados desastrosos. Las fuerzas iraquíes fracasaron  en su propósito de aprovechar la ventaja que pudieran haber obtenido al pelear en entornos urbanos— como cuando combatieron en Kuwait— donde podrían haber infligido una significativa cifra de bajas a las fuerzas atacantes. 
Los combates en entornos urbanos reducen el rango efectivo en el que pueden desenvolverse normalmente los tanques y medios blindados, incluso pueden negar de forma efectiva las ventajas de un equipamiento tecnológico más avanzado, ya que su eficiencia está reducida a lo que los equipos permiten elaborar y disponer, pues se limitan factores como su rango visual, alcance de municiones, entre otros. 
Los iraquíes a su vez intentaron el uso de doctrina militar soviética, pero su implementación resultó fallida debido a la falta de capacidades y habilidades de los comandantes iraquíes, y a la alta efectividad conseguida mediante los asaltos aéreos preventivos perpetrados desde el aire por la USAF y de la RAF contra los centros de comunicaciones y los búnkeres con suministros, que estuvieron mal defendidos, y a la baja moral entre las filas de los soldados iraquíes, ya que no tuvieron la motivación suficiente al repeler a las tropas invasoras, aparte de la poca utilización de medios avanzados de ataque, como en el caso del sistema Astros II, que fueran desplegados de forma meramente disuasiva, sin llegar a ser usados de forma efectiva y que podrían haber causado grandes bajas en las filas de la coalición.
A pesar de que la cifra final de bajas en las filas iraquíes, algunas fuentes aseguran que sus pérdidas fueron substanciales. Los estimados iniciales totalizaron a cerca de 100 000 militares iraquíes muertos. Cifras más recientes indican que Irak probablemente tuvo entre 20 000 y hasta 35 000 fatalidades, dado que en el momento se carecían de los medios básicos de tratamiento médico, por los largos embargos comerciales a los que el gobierno de Saddam Hussein fuera sometido; y hasta se presume que la cifra de bajas rondaría los 200 000 muertos.
Un reporte del comisionado estadounidense de la fuerza aérea estimó que entre 10 000-12 000 combatientes iraquíes murieron durante las campañas de ataques aéreos y que hubo al menos otras 10 000 bajas en los combates a campo abierto. Dicho análisis está basado en los reportes brindados por los prisioneros iraquíes. Es sabido que entre 20 000 a 200 000 soldados iraquíes fueron dados de baja en el curso de las acciones, pero aún esta cifra es objeto de discusión entre los historiadores. 
De acuerdo a lo citado en el estudio previo al proyecto sobre alternativas en defensa, 3664 víctimas entre civiles y combatientes iraquíes y entre 20 000 a 26 000 miembros de las milicias iraquíes fueron muertos en el curso del conflicto, y 75 000 soldados iraquíes resultaron heridos en el curso de sus acciones.

## Durante los 90
El Instituto Internacional de Estudios Estratégicos (IIEE) estimó que la composición inmediata del ejército de Irak tras la invasión de 1991 era de 6 divisiones blindadas/mecanizadas, 23 divisiones de infantería, 8 divisiones de la Guardia Republicana y cuatro divisiones de la Guardia Republicana especialmente desplegadas para las tareas de seguridad interna. Jane's Defence Weekly citó, para el 18 de julio de 1992; que al menos 10 000 combatientes provenientes de al menos 5 divisiones combatían los rebeldes chiítas en los pantanales del sur.
El IIEE citaba que para el 1 de julio de 1997 las fuerzas iraquíes se agrupaban en siete cuerpos con sus respectivos cuarteles, seis divisiones de tipo mecanizado y/o blindado, 12 de infantería, 6 divisiones RGF, cuatro brigadas de la Guardia Republicana Especial, 10 brigadas de comandos y dos brigadas de fuerzas especiales.
Se estima que actualmente el número de militares llega a más de 550 000 personas, incluyendo a más de 100 000 reservistas actualmente convocados, junto a más de 65 000 combatientes de las milicias kurdas y a más de 100 000 combatientes civiles (milicianos), suponiéndose que el total actual de combatientes puede ser mayor de 700 000 miembros.

## Invasión y Guerra de Irak

#### Batalla de Al-Hawwasm 2003
En los días anteriores a la invasión y tras la subsecuente guerra, el ejército consistía de 375,000 hombres, organizados en cinco cuerpos. En todos ellos existían al menos 11 divisiones de infantería, 3 divisiones mecanizadas y 3 divisiones blindadas. La Guardia Republicana consistía a su vez de entre 50,000 y 60,000 tropas (algunas fuentes indican que hasta 80,000).

### 2003 - 2008

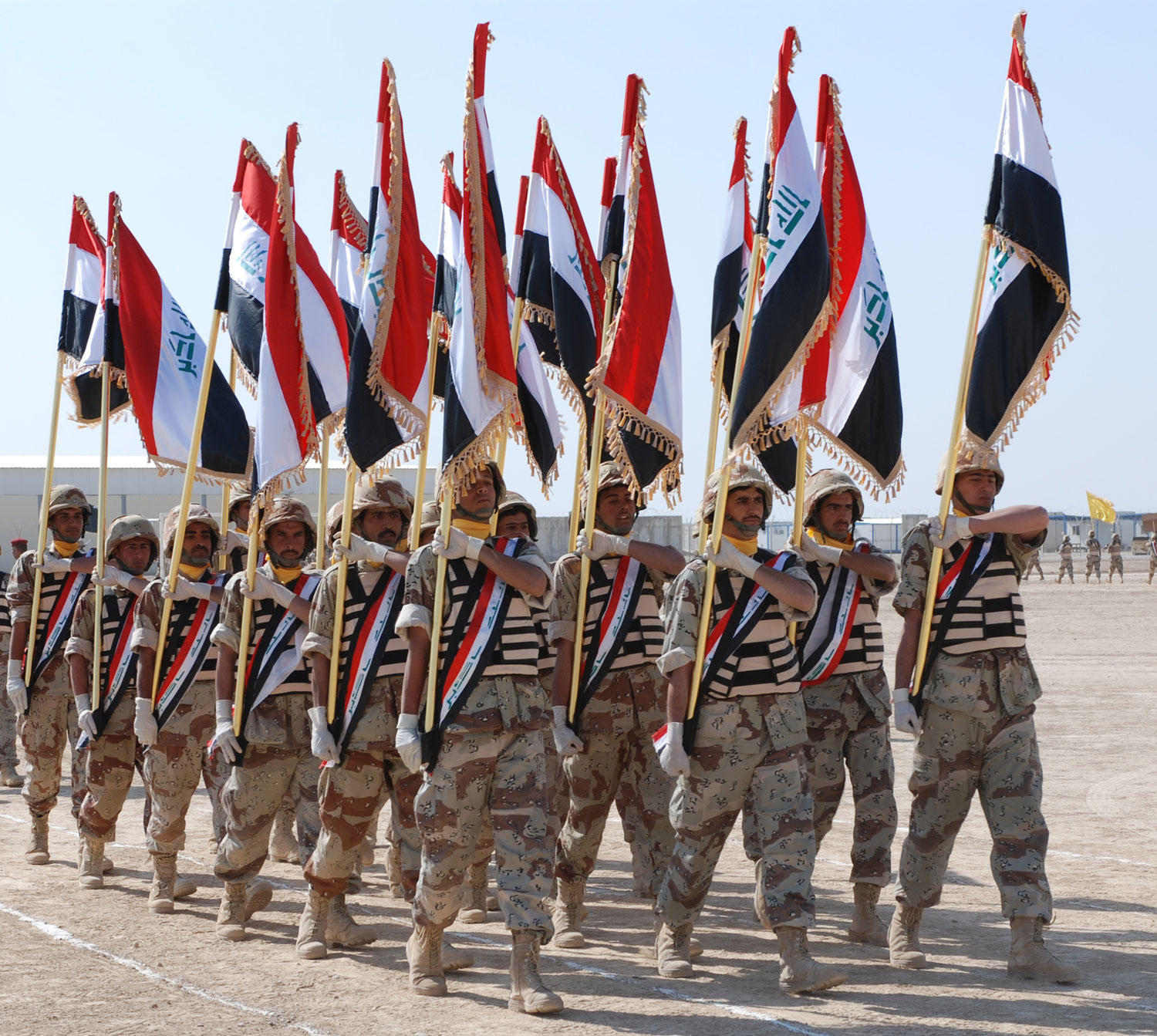
Miembros de la 3.ª brigada del Ejército Iraquí, de la 14.ª división; participan en una parada para miembros del gobierno iraquí y de la coalición militar, los que atienden su ceremonia de graduación, 13 de febrero de 2008.

El 25 de marzo del 2008, el ejército iraquí lanzó su primera ofensiva en solitario y totalmente planeada bajo su mando, la operación carga de la caballería en la ciudad de Basora. 
Este contingente recibió apoyo operativo mínimo de la Fuerza Multi-Nacional destacada en Irak sólo por vía aérea, aparte de suministros, logística y el respaldo operacional de algunos asesores. A su vez, una brigada de infantería británica, parte de la división sureste de la fuerza multinacional acantonada en Basora, estuvo siempre dispuesta a encargarse de un papel más activo. Su participación se limitó a ser de aprovisionadores agrupados junto a los equipos de entrenamiento.[cita requerida]

### Guerra en Siria y combates contra los yihadistas (2011 - actualmente)
Tras la salida de las tropas de Estados Unidos del territorio iraquí, las tropas chiíes de Irak se han tenido que enfrentar a las guerrilla minoritaria sunnitas, en lo que algunos países culpan a Estados Unidos de crear un caos y desestabilización en la zona, aparte de que dicha minoría se ha encargado de dividir de facto a Irak y crear el Estado Islámico; un proyecto de nación ultra radical, que pretende imponer sobre dicha zona un califato basándose en el primer desarrollo político del Islam post-Mahoma, los cuatro califas bien guiados.
El origen de dicha nación artificial se traza en la falta de control sobre el territorio iraquí de Nuri al Maliki, aparte de los abundantes arsenales dejados por el régimen baazista, y los que llegan desde otras zonas de conflicto, como Libia y Líbano; aparte de la afluencia de tropas fundamentalistas que quieren crear un estado que internacionalmente se califica ya de terrorista y escindido de Al-Qaeda, movimiento terrorista que ya es célebre por sus ataques en suelo estadounidense (11 de septiembre de 2001).
La mayoría chiita decide, junto a los kurdos del norte; empezar una ofensiva con el fin de contrarrestar esta severa amenaza para la estabilidad iraquí, poniéndose como meta despejar las ciudades de Mosul y Tikrit, y desalentar cualquier intento de ofensiva sunita para consolidar una unidad nacional duradera, tras el vacío de poder creado por la intervención internacional contra el régimen de Saddam Hussein.
Los kurdos, anteriormente en la oposición tras las falsas acusaciones hechas por el primer ministro iraquí Nuri al Maliki, deciden retirarse del gobierno central y empezar a buscar una alianza nacional para mantener la unidad de Irak como estado, pidiéndole a Nuri al Maliki que renuncie como primer ministro, y creándose un gobierno de coalición nacional, que como primera medida decide el reclutar a más miembros para la ofensiva, sumándose a las campañas que los imanes y clérigos chiíes han adelantado con el fin de conformar milicias para expulsar a los radicales de las zonas donde se han ido asentando, contándose con el decidido pero reticente apoyo de Estados Unidos para tal fin.

## Situación de combate

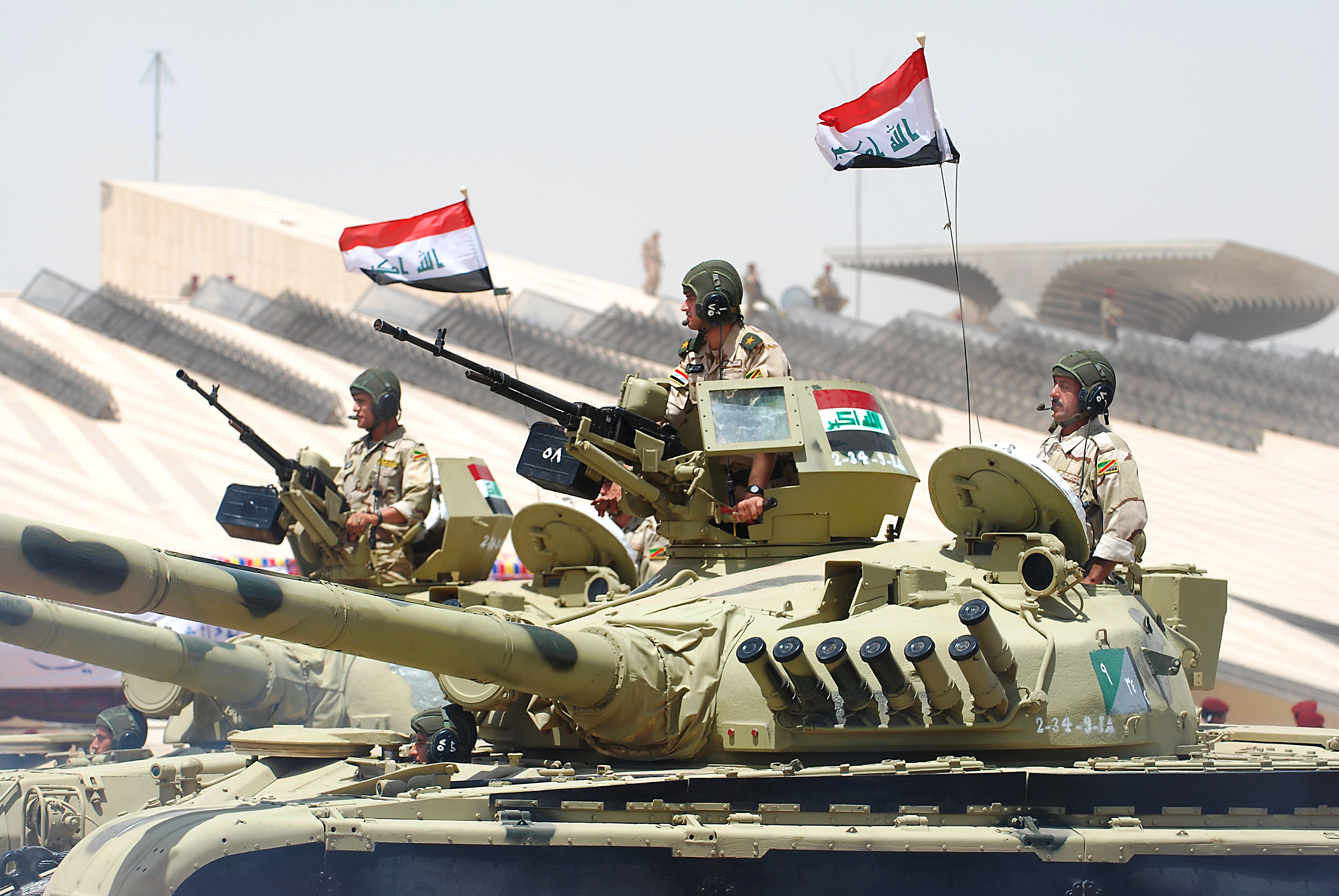
Tanques T-72M1 iraquíes pasan revista en Bagdad, 30 de junio de 2009.

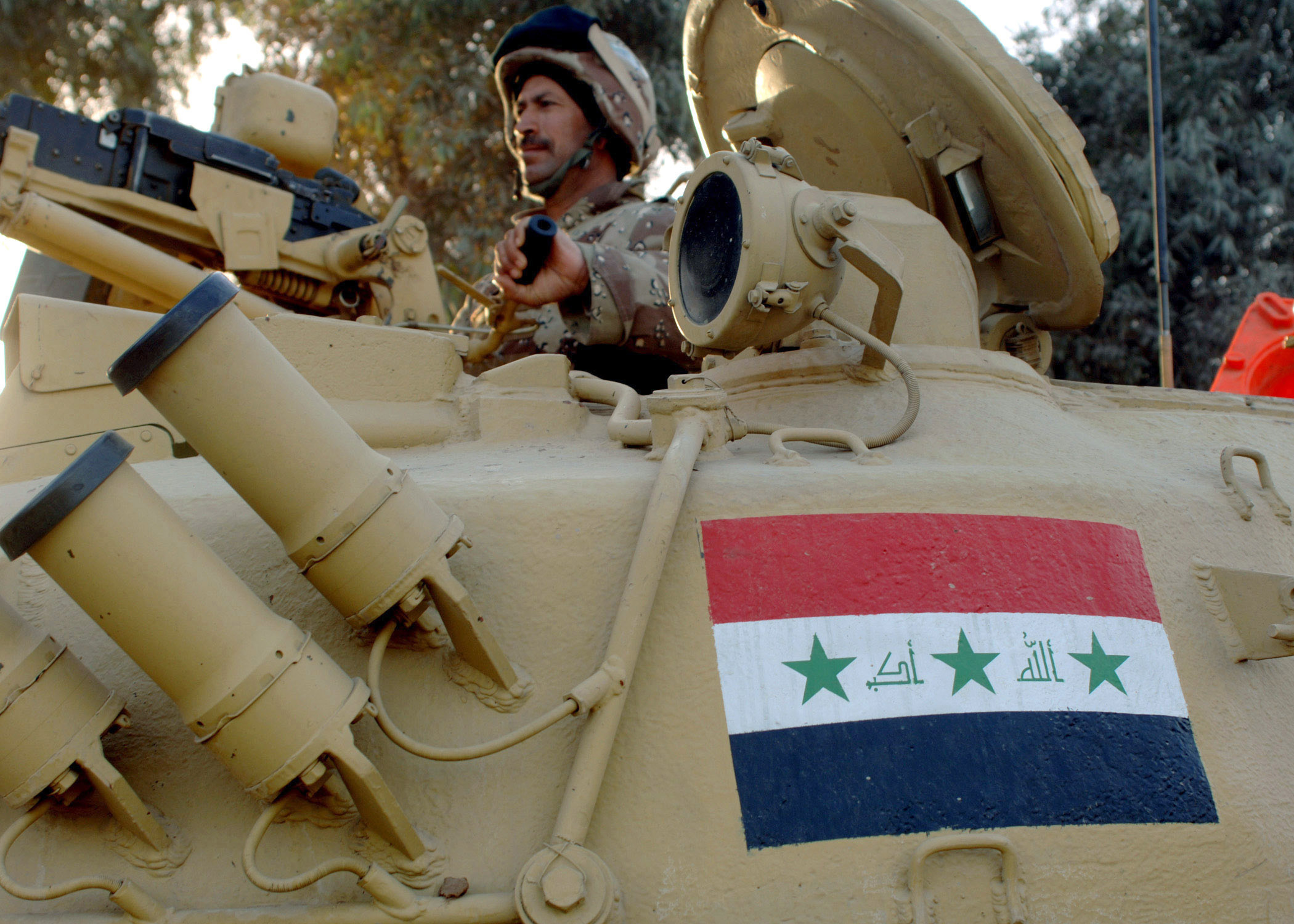
Un soldado iraquí fuera de la torreta de un T-72, en marzo de 2006.

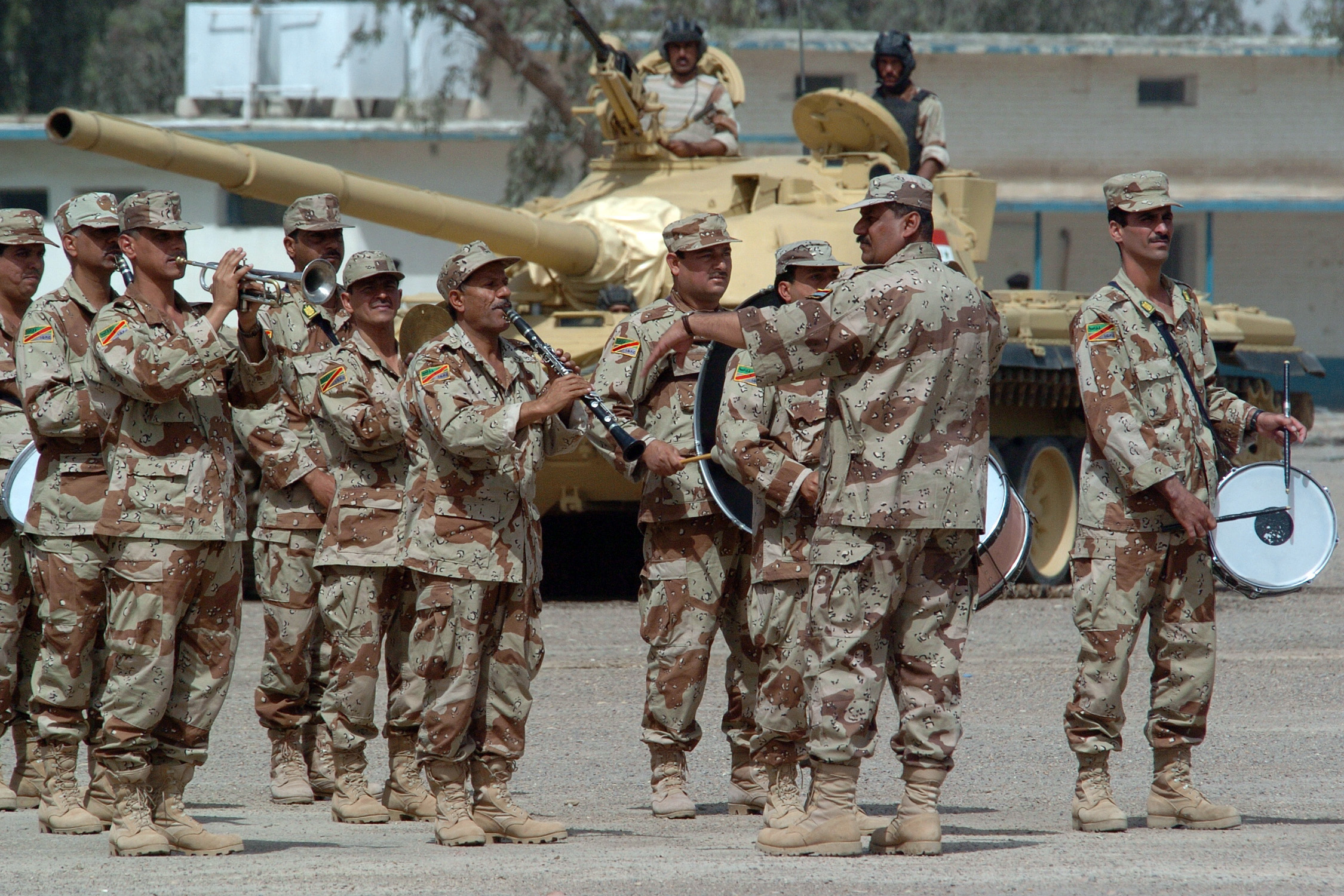
La banda marcial del Ejército Iraquí tocando en una presentación durante una ceremonia en el Camp Taji, mayo de 2006.

El Nuevo Ejército de Irak ahora se compone de nueve comandos conjuntos regionales. El Comando operativo Conjunto se encuentra bajo la dirección del Centro Nacional de Operaciones Conjuntas. 
El Comando de las fuerzas terrestres de Irak ya no es el comando directo de las divisiones ni de unidad alguna del ejército.
Para julio del año 2009 el nuevo ejército de Irak disponía de 14 divisiones (1.ª -12.ª, 14.ª, y 17.ª; la designación nº 13 no es usada por agüeros), conteniendo 56 brigadas o cerca de 185 batallones de combate y operaciones.[cita requerida] La 6.ª división y la 17.ª división todavía carecen de sus cuatro brigadas para maniobras tácticas. Para el mes de abril del 2010, los batallones preparados para el combate se han incrementado hasta llegar a los 197 batallones.
Cada división está integrada por cuatro brigadas de línea, un regimiento de ingenieros, y uno de apoyo logístico. En el 2009 un regimiento para el campo de artillería estaba planeado dentro del esquema orgánico de cada división, con un batallón de artillería por cada brigada. Para el mes de abril del 2010, la 9.ª división era la única división equipada con medios de artillería de campo, siendo otra división (posiblemente la 7.ª) la siguiente en ser dotada con sus primeras piezas de artillería.

## Estructura y mandos

### Inicios (1922-2003)
El Ejército Iraquí inició la Guerra Anglo-Iraquí con una fuerza de cuatro divisiones. Una quinta sería formada en 1959. Al estallar la guerra contra Irán, el ejército creció hasta tener nueve divisiones. En 1990, con la expansión en el periodo de la invasión a Kuwait, la fuerza del ejército llegó a tener hasta 56 divisiones, haciendo del Ejército Iraquí en ese momento el cuarto ejército más numeroso del mundo y uno de los más poderosos en el medio oriente. 
Tras la estrepitosa derrota en la guerra en el golfo de 1991, el tamaño del ejército cayó hasta las 23 divisiones, también las unidades de la Guardia Republicana fueron reducidas. El Nuevo Ejército de Irak formado tras la invasión del año 2003 se planeó que inicialmente tuviera tan sólo tres divisiones, pero con los sucesos posteriores en el territorio iraquí, se decidió que llegara hasta las diez divisiones, y luego se hizo que se incrementase hasta las 20 divisiones, y en la actualidad supera ya las 35 divisiones. En enero del 2003, después del inicio de la invasión de Irak en marzo del 2003, las fuerzas se localizaban primariamente en el este de Irak. Los anteriores cinco cuerpos que le componían se organizaban de la siguiente forma:
- 1.er Cuerpo, cerca de Kirkuk, y consistente en la 5.ª división mecanizada, 2.ª división de infantería, 8.ª división de infantería y la 38.ª división de infantería.
- 2.º Cuerpo, cerca de Diyala, y consistente en la 3.ª división de medios blindados, en la 15.ª división de infantería, y la 34.ª división de infantería.
- 3.er Cuerpo, cerca de Nasiriya, y compuesta de la 6.ª división de medios blindados, la 51.er división de medios mecanizados, y la 11.a división de infantería.
- 4.º Cuerpo, cerca de Amarah, incluía la 10.a división blindada, la 14.a y la 18.ª divisiones de infantería.
- 5.º Cuerpo, cerca de Mosul, integrado por la 1.er división de medios mecanizados, y las 4.ª, 7.ª, y 16.ª divisiones de infantería.
- Fuerza Desértica Occidental compuesta de una división de infantería blindada y otras unidades al occidente de Irak.

#### Cuerpos
- 1.er Cuerpo
- 2.º Cuerpo - Reorganizado en un cuerpo de medios blindados en la guerra de 1991, compuesta de la 17.ª división de medios blindados y de la 51.ª división de medios mecanizados.
- 3.er Cuerpo - En el año 2003, El cuartel general de éste cuerpo se estableció en la ciudad de Nasiriya, y se componía del 11.a división de infantería, 51.a división de infantería mecanizada, y la 6.ª división de medios blindados —todas las cuales totalizaron un 50 % del total de fuerzas terrestres- en sus instalaciones. La 51a operaba en el sur y tenía jurisdicción sobre los campos petrolíferos, y la 6.ª cubría el norte cerca de Al Amarah, donde también quedaban unas tres unidades del tamaño de brigadas y compuesta de unidades de la 11.ª división, las que resguardaban el área de An Nasiriya.[51]
- 4.º Cuerpo
- 5.º Cuerpo
- 6.º Cuerpo
- 7.º Cuerpo
- Fuerzas de la Jihad - Únicamente existentes en la guerra del golfo pérsico.

## Facilidades de entrenamiento

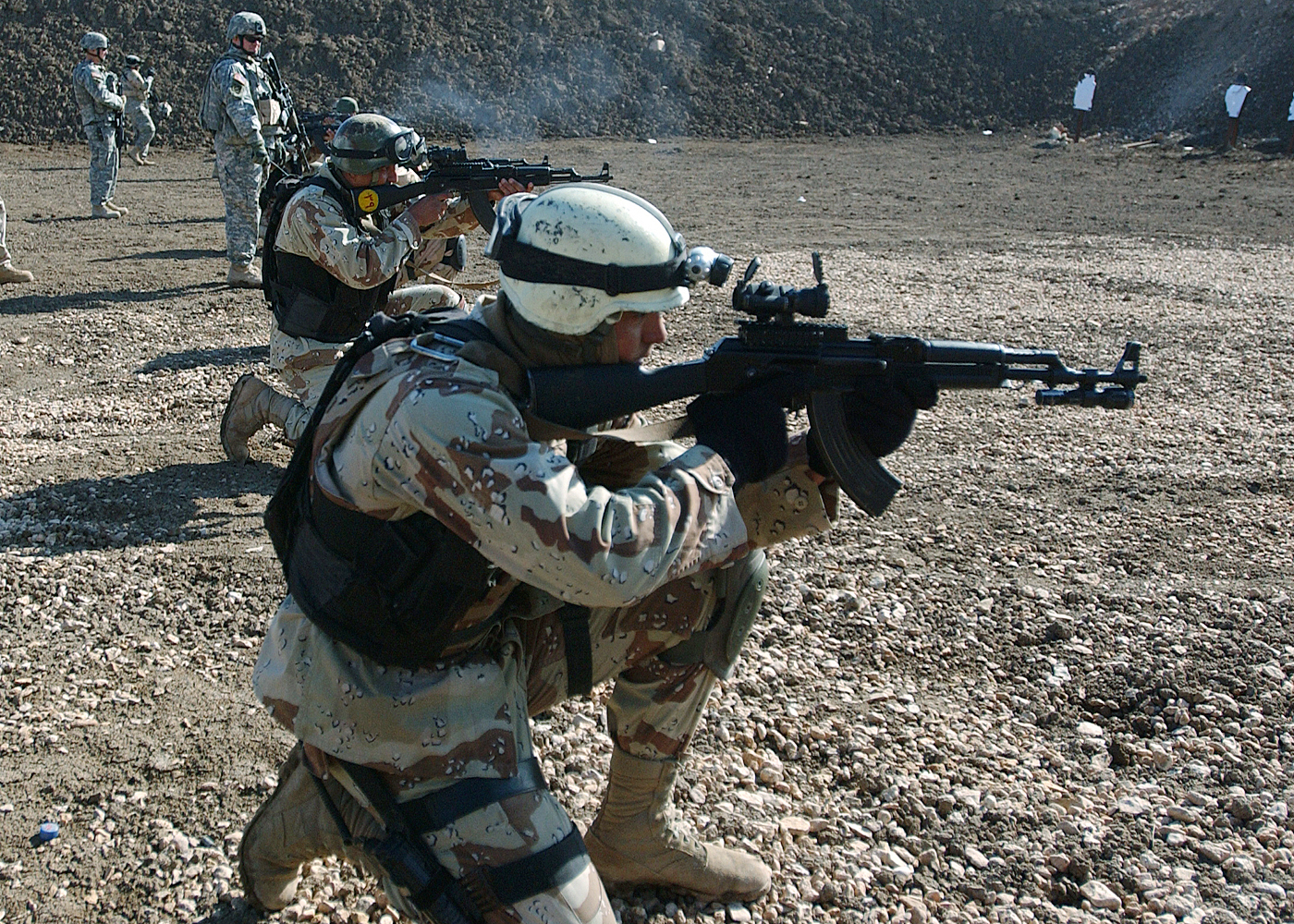
Soldados iraquíes efectúan ejercicios con fuego real usando fusiles búlgaros AR-M1, hechos por Arsenal.

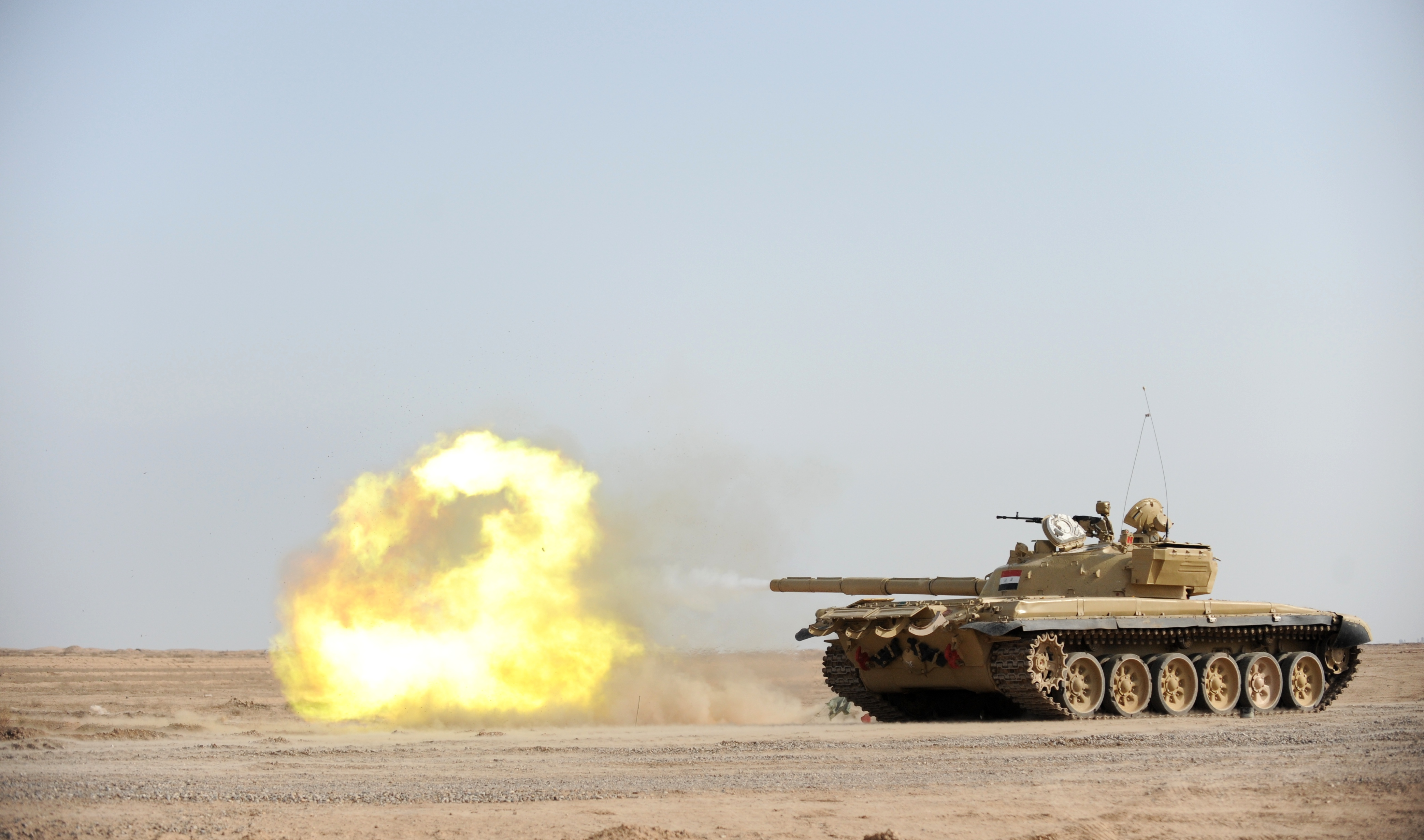
Un tanque T-72 demuestra su poder de fuego durante un ejercicio de entrenamiento en el Campo de Artillería de Besmaya, en Besmaya, Bagdad, el 28 de octubre de 2008.

En el nuevo orden militar iraquí ahora hay tres niveles de instrucción: Primer, Segundo, y Tercer nivel. Los componentes de tercer nivel se refieren a los reclutas que han completado su entrenamiento básico, el nivel dos se refiere a los conscriptos que están capacitados para tareas junto a soldados más antiguos y/o tropas estadounidenses, y el Tercer nivel son las tropas capacitadas para ser autosuficientes en sus operaciones.
Los miembros de la Misión de entrenamiento de la OTAN – Irak (MEO-I) abrieron una academia de Instrucción para Jefatura de Comando en Ar Rustamiyah, Bagdad el 27 de septiembre de 2005; con la participación de 300 entrenadores y capacitadores. 
Las bases para el entrenamiento se encuentran administradas por tropas de Noruega, Italia, Alemania, así como países aliados del nuevo Irak, como son Jordania y Egipto, y están localizadas en donde algunos de los 16 países de la OTAN hayan asentado sus fuerzas para los programas de entrenamiento.
La Fuerza Multinacional en Irak a su vez conduce una variedad de programas de entrenamiento tanto para reclutas como para los cuerpos de suboficiales y de oficiales, los cuales incluyen programas de instrucción en las áreas médica, ingenieros, logística, intendencia y de policía militar. Más allá de los diferentes cursos de instrucción y de los programas de ayuda en este país, 
Tanto el mando norteamericano de escuelas de suboficiales y las academias militares han empezado a incorporar miembros iraquíes a los cursos ofrecidos y realizados en territorio norteamericano, siendo los cadetes iraquíes posteriormente alistados tanto en los programas académicos del Academia Militar del Ejército de los Estados Unidos como de la Academia de la Fuerza Aérea de los Estados Unidos.

### Reclutamiento y cuerpo de alistados
Los reclutas del ejército iraquí llevan a cabo un entrenamiento básico, con una duración de ocho semanas. En este curso de entrenamiento se incluyen habilidades básicas de combate como son supervivencia, uso y tiro con armas, tirador designado y tácticas individuales. 
Los que sirvieron anteriormente en el ejército de Saddam Hussein son elegibles para un entrenamiento, pero este es mucho más reducido, y tiene una duración de tres semanas; en el marco del programa de "Reemplazo y Reclutamiento Directo", un curso que se diseñó para reemplazar el entrenamiento básico regular por un entrenamiento especializado, una vez son destinados de forma efectiva a unidades de combate.
Los soldados posteriormente van a enrolarse en escuelas de capacitación más específicas y/o avanzadas para ser encuadrados luego en campos y/o labores especiales. En esta clase de capacitación se involucran las escuelas de Inteligencia Militar, la Escuela de Señales (comunicaciones), la Escuela de Recuperación de Explosivos y Disposición de artefactos explosivos, la Escuela de Combates y su rama de Armas, la Escuela de Ingenieros Militares y la Escuela de Policía Militar.

### Equipos de transición Militar
Todos los batallones y unidades del Nuevo Ejército de Irak están embebidos entre las unidades de transición militar creadas por los Estados Unidos, de acuerdo a lo estipulado en la estrategia para la victoria en Irak. Los mandos estadounidenses auxilian a las tropas locales en las áreas de inteligencia, comunicaciones, apoyo de artillería, fuego de respaldo, logística y tácticas de infantería. Operaciones de gran escala son hechas en conjunto con las unidades norteamericanas. 
Este entrenamiento y apoyo operacional se espera que permita a los batallones iraquíes el ser autosostenibles táctica, operacional y logísticamente, a su vez que dichas unidades se hagan capaces y estén preparadas para tomar la responsabilidad en el futuro de sus propias directrices y órdenes de batalla.
Para marzo de 2007 el Departamento de Defensa de los Estados Unidos reportó que un total de 6000 asesores estaban destacados en más de 480 equipos, donde las unidades norteamericanas ya se encontraban absorbidas junto a unidades iraquíes. Pero en abril del mismo año, el servicio de investigación del congreso de Estados Unidos reportó un total de tan sólo 4000 efectivos de las fuerzas estadounidenses dentro de las unidades de la milicia iraquí, en un promedio de 10 por batallón.
El antes analista estadounidense Andrew Krepinevich argumentó que los doce asesores estadounidenses dispuestos por batallón iraquí actualmente asignados son apenas suficientes para implementar en un batallón iraquí promedio (cerca de 500 tropas) eficientemente los programas de asesoría y apoyo en operatividad y combate.
Krepinevich argumenta a su vez que los oficiales estadounidenses allí asignados, en el afán de obtener una pronta promoción; terminan toda su responsabilidad evitando la toma de decisiones en forma efectiva durante su destacamento como asesores, al nombrar a oficiales iraquíes que les hayan servido en tareas de combate conjuntas por sobre las unidades que hayan servido con las fuerzas aliadas allí destacadas como mandos efectivos.

## Equipamiento

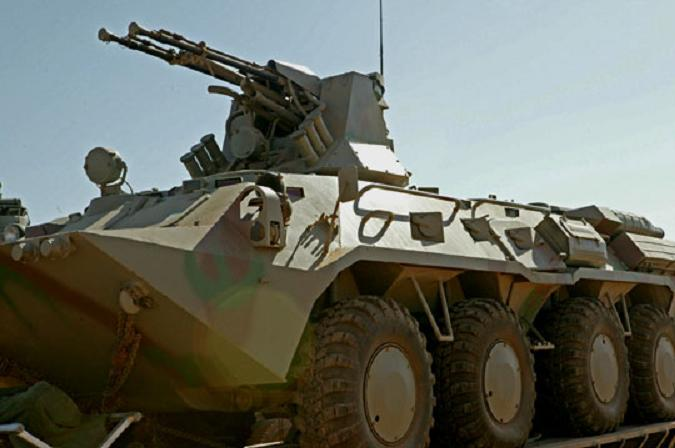
Un TBP BTR-94 de origen ucraniano, acarreado en una camabaja esperando su envío a Irak, agosto de 2004. Cientos de vehículos blindados han sido donados al nuevo gobierno iraquí por parte de países como Jordania, Hungría, Grecia, Estados Unidos y Turquía. La gran parte de dicho material reconstruirá con nuevas adquisiciones el parque blindado iraquí.

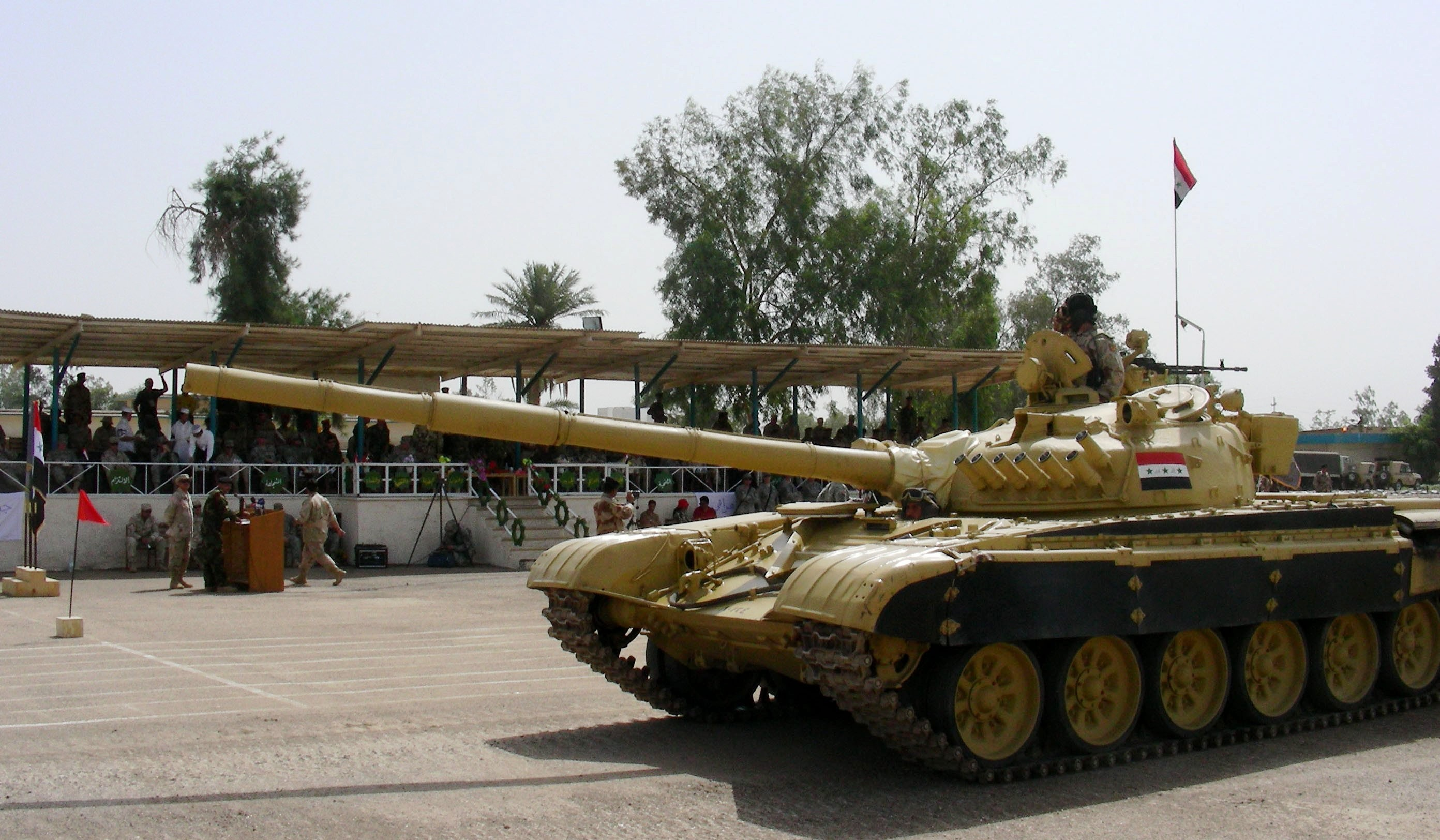
Un T-72 iraquí en una revista ceremonial realizada por la 2.ª Brigada iraquí en donde se asume la responsabilidad de tropa de campo en el Campo Taji, mayo de 2006.

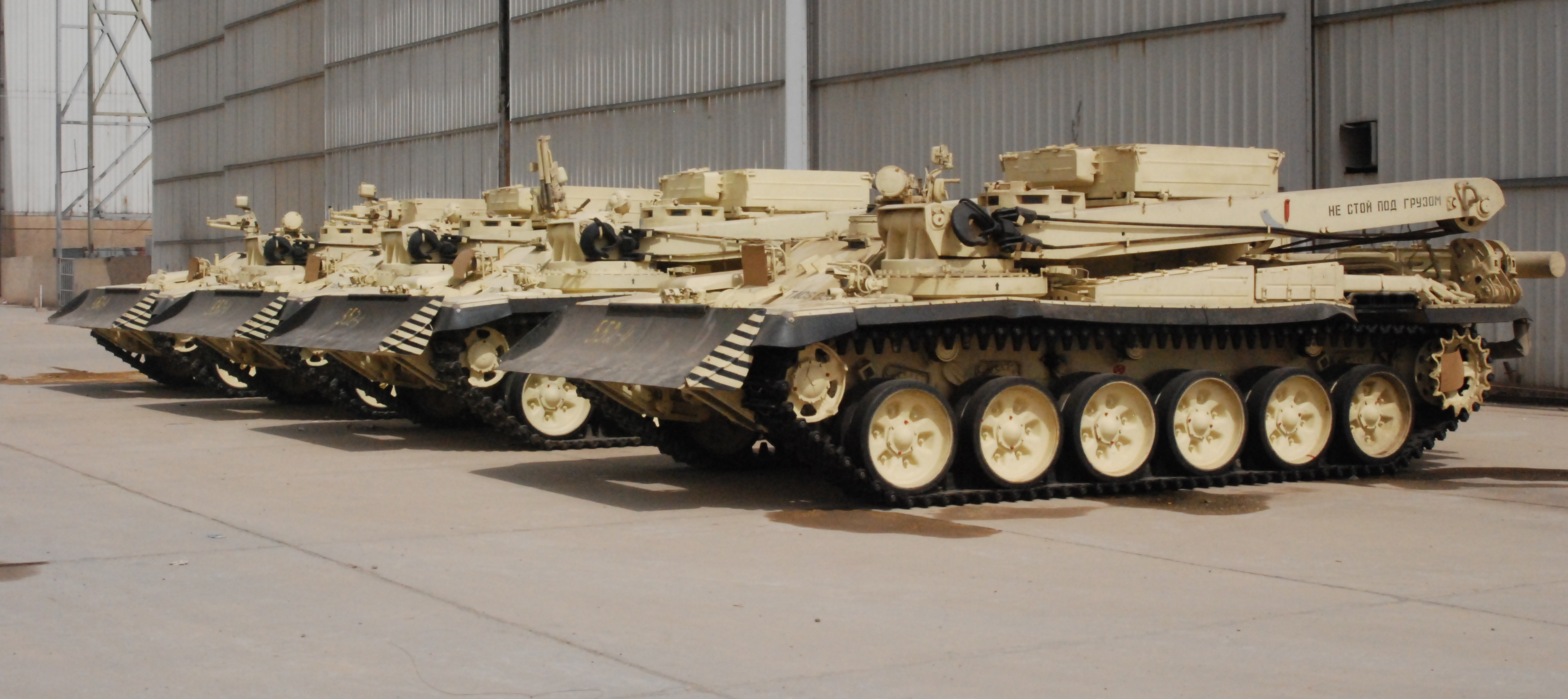
Vehículos de recuperación blindados iraquíes.

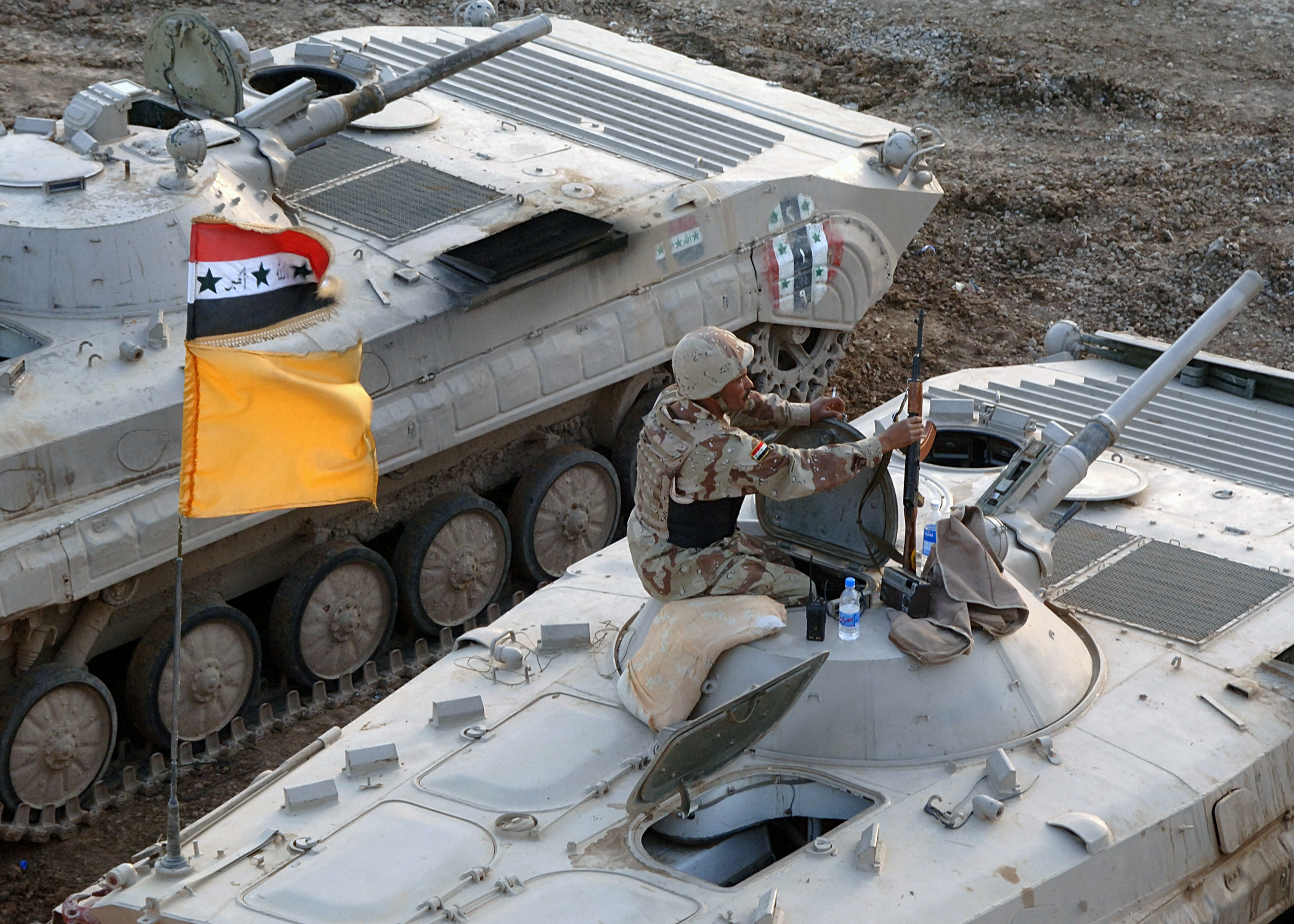
Dos BMP-1 iraquíes en un puesto de control de la coalición en Tarmiya, Irak, el 25 de junio de 2006.

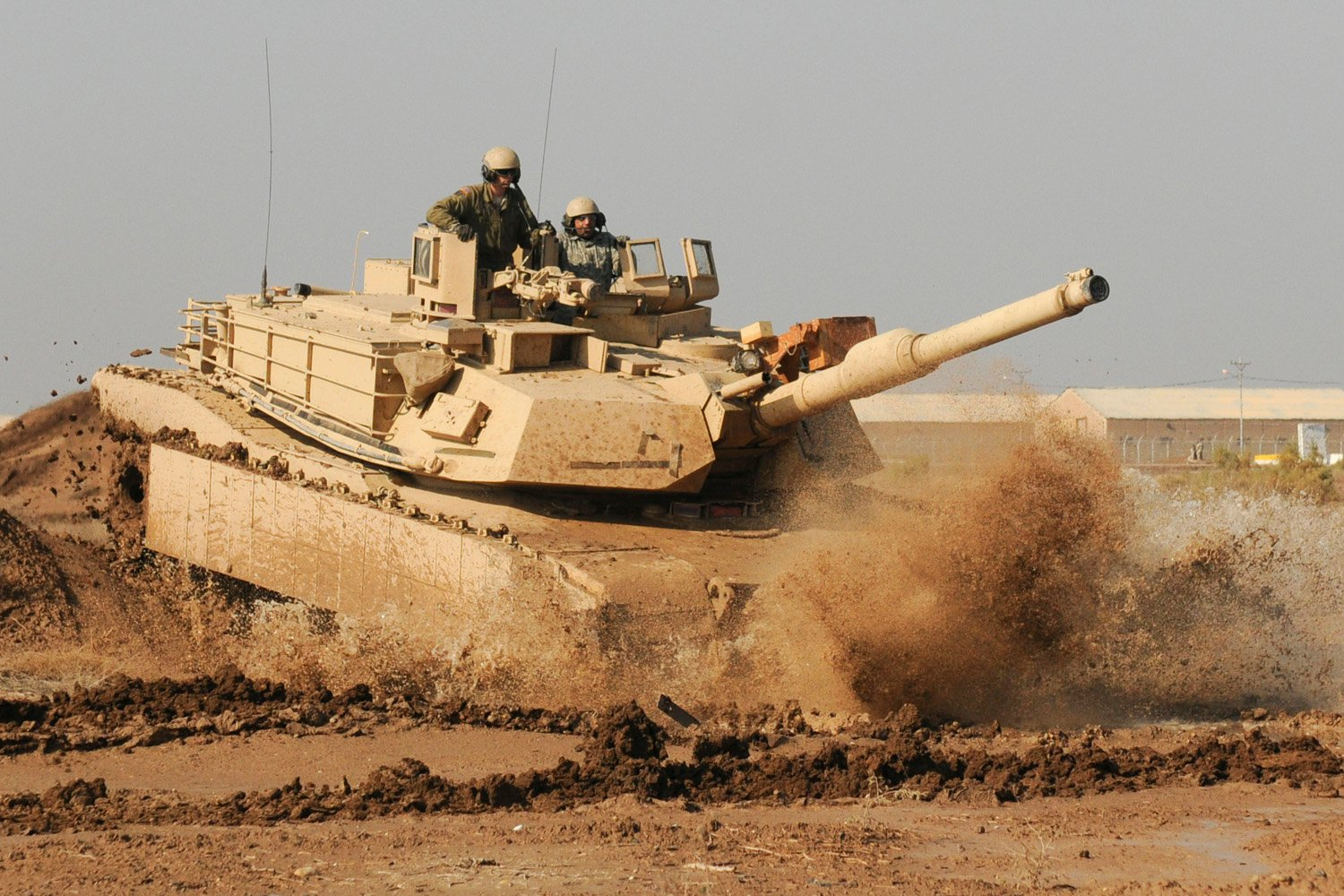
Unidades de tanquistas iraquíes entrenándose en un M1A1 en el Campo Taji.

Virtualmente, todo el parque de semovientes en uso por parte del Ejército Iraquí fue destruido por las fuerzas de la coalición multinacional durante la última invasión. Cuatro carros de combate Tipo 59 fueron recuperados en al-Muqdadiyah, los cuales ahora están en servicio con la 1.ª división mecanizada.
El 2 de febrero de 2004 el gobierno de Estados Unidos anunció que la firma Nour USA se le asigna un contrato por 327,485,798 USD para la compra de equipamiento para la Guardia Nacional Iraquí y el Nuevo Ejército de Irak.
Sin embargo, dicho contrato fue cancelado posteriormente en el mes de marzo del mismo año, cuando después de una investigación interna (iniciada debido a las quejas y recursos interpuestos por los licitantes perdedores del contrato) que revela que hubo tras bastidores acuerdos con los oficiales en Irak, en donde se violaban los procedimientos mediante prácticas de contratación con acuerdos de alta ambivalencia y labores administrativas de trámite incompletas.
El 25 de mayo de 2004, el Comando del Ejército de los Estados Unidos para el material rodante y Armamentos (TACOM, por sus siglas en inglés), se pronuncia diciendo a la prensa que asignará un contrato para actualizar el parque de blindados y otros transportes de tropa por una cifra de $259,321,656 USD al consorcio ANHAM Joint Venture a cambio de procurar el material y equipos necesarios (y proveer de ser requerido el entrenamiento) para un mínimo de 15 y hasta un máximo de 35 batallones. El mínimo contratado será despachado inmediatamente y las órdenes posteriores serían dispuestas hasta completar el máximo de 35 batallones equipados para septiembre del 2006 y/o hasta que la primera orden sea totalmente entregada.
En mayo del 2005, Hungría accedió a donar 77 tanques T-72 al Ejército Iraquí, y en el acuerdo se contempló inclusive su actualización, encomendada a la firma Defense Solutions; con el fin de poner a los tanques en estado operacional, en un negocio estimado por US$4.5 millones. Tras demoras en el giro del pago correspondiente por parte del gobierno iraquí, la 9.a División de Medios Mecanizados recibió los tanques en sus cuarteles de Taji por un periodo de tres días iniciado el 8 de noviembre de 2005.
El 19 de julio de 2005, los Emiratos Árabes Unidos obtuvieron la aprobación para la compra de 180 TBP's M113A1 en buen estado, provenientes de Suiza, con la intención de transferirlos a Irak como un obsequio. Debido a las presiones del entorno político doméstico, y a la fuerte oposición en Suiza congelaron exitosamente la venta, por miedo al posible apoyo al extremismo islámico y dado que se pudiera violar la larga tradición de neutralidad promovida y al temor por las represalias que pudiera ser víctima contra Suiza y ponerla como un objetivo del terrorismo islámico internacional, el negocio finalmente no se concretó.
A su vez, una orden por 173 M113, 44 Panhard, y 100 FV103 Spartan sería donada por Jordania, Pakistán y los Emiratos Árabes Unidos. El gobierno iraquí por su parte adquiere 600 transportes blindados de personal AMZ Dzik-3 (denominación local Ain Jaria) en Polonia (con una opción por 1,200 adicionales) para empezar a ser entregados desde el mes de enero del 2007, así mismo; junto a 573 Otokar Akrep adquiridos en Turquía. 
Unas 756 unidades de un blindado diseñado para el uso local, en base al RG-31 Nyala (el Iraqi Light Armored Vehicle, con una opción por 1,050 adicionales) para iniciar su entrega a partir del mes de noviembre de 2008. Gobiernos de otras latitudes, como el de Grecia han donado de sus arsenales 100 BMP-1 al del Ejército Iraquí y le han brindado asesoría en su reentrenamiento. 713 M1114 y 400 M1151 fueron adquiridos para el EIk, terminando sus entregas a fines de julio de 2006.
El gobierno de Serbia firmó un contrato con el gobierno de Irak por US$230 millones para la venta de armas y otros equipos militares. El Ministro de defensa de Irak se pronunció el mes de marzo de 2008 sobre dicho trato. En el acuerdo no se especificó la clase de armas, pero los expertos militares serbios creen que se incluyen pistolas CZ-99 hechas en Serbia, fusiles de asalto Zastava M21 calibre 5.56 mm, ametralladoras Zastava M84, misiles y sistemas antitanque M79 "Osa", Bumbar y M90 "Strsljen", municiones y otra clase de explosivos para el ejército, y para otras fuerzas se ha adquirido al menos 20 entrenadores de manufactura serbia del modelo Lasta 95. El Ministro de Defensa de Irak Abdul-Qadir al-Obaidi visitó Belgrado en septiembre y noviembre del mismo año para discutir con su par el incremento de la ayuda militar y de los lazos entre las naciones de Serbia e Irak.
En agosto del 2008 los Estados Unidos ha propuesto un paquete de ayuda militar a Irak, el cual incluye la última versión del M1A1 Abrams, helicópteros de ataque, blindados Stryker, sistemas de radiocomunicaciones modernos, todo ello valuado en un estimado de US$2160 millones.
Para diciembre del mismo año, el gobierno norteamericano aprobó un paquete de ayuda en ventas adicional de US$6 mil millones para Irak que incluye otros 140 M1A1 Abrams adicionales y más de 400 blindados de combate Stryker para las unidades élite del Ejército de Irak. En febrero del año 2009 el alto mando militar de Estados Unidos anunció que habría más tratos de ventas de armamento para Irak, con los que se esperan llegar hasta los $5 mil millones en armas, equipamiento y entrenamiento táctico de combate de manufactura y/o suministrado por técnicos estadounidenses.

### Uniformes y armamento de infantería
El soldado promedio iraquí ahora se encuentra equipado con varios tipos de uniformes que van desde el Camuflaje desértico, el uniforme de seis colores "Chip's de chocolate" DBDU y el clásico de patrón woodland BDU de Estados Unidos en las brigadas MARPAT o el uniforme jordano KA7. Actualmente la mayoría de los conscriptos portan el casco PASGT con protección balística de primer nivel, la 1.er generación de protectores balísticos y sistemas de radiocomunicaciones modernos. 
Su armamento consiste de las existencias de armas recuperadas de la Guardia Republicana, es decir; de fusiles AKM rusos y rifles de francotirador PSG1 alemanes, y fusiles Tipo 56 chinos, así como de armamento donado por los Estados Unidos, tales como fusiles tipo carabina M16A2 y M16A4, así como M4. Las ametralladoras de respaldo son aún del modelo soviético/ruso PKM y como medio antiblindados se sigue usando el sistema RPG.
Aparte, la problemática del registro de armamentos es muy pobre. En un reporte del año 2006 hecho por el Inspector General Especial para la Reconstrucción de Irak (SIGIR, por sus siglas en inglés) se describe que hay más de 370,000 armas incautadas, las que ya han sido retornadas a los Estados Unidos desde el derrocamiento del gobierno de Saddam Hussein para su destrucción, y que sólo 12,000 números seriales han sido encontrados como registrados.
La falta de un sistema efectivo de registro de armas en manos civiles dificulta establecer su procedencia, y hace relativamente sencillo la adquisición de armas cortas por parte de las fuerzas antigubernamentales así como por parte de los insurgentes o de las milicias sectarias.[cita requerida]

### Equipos rodantes

#### Carros de combate

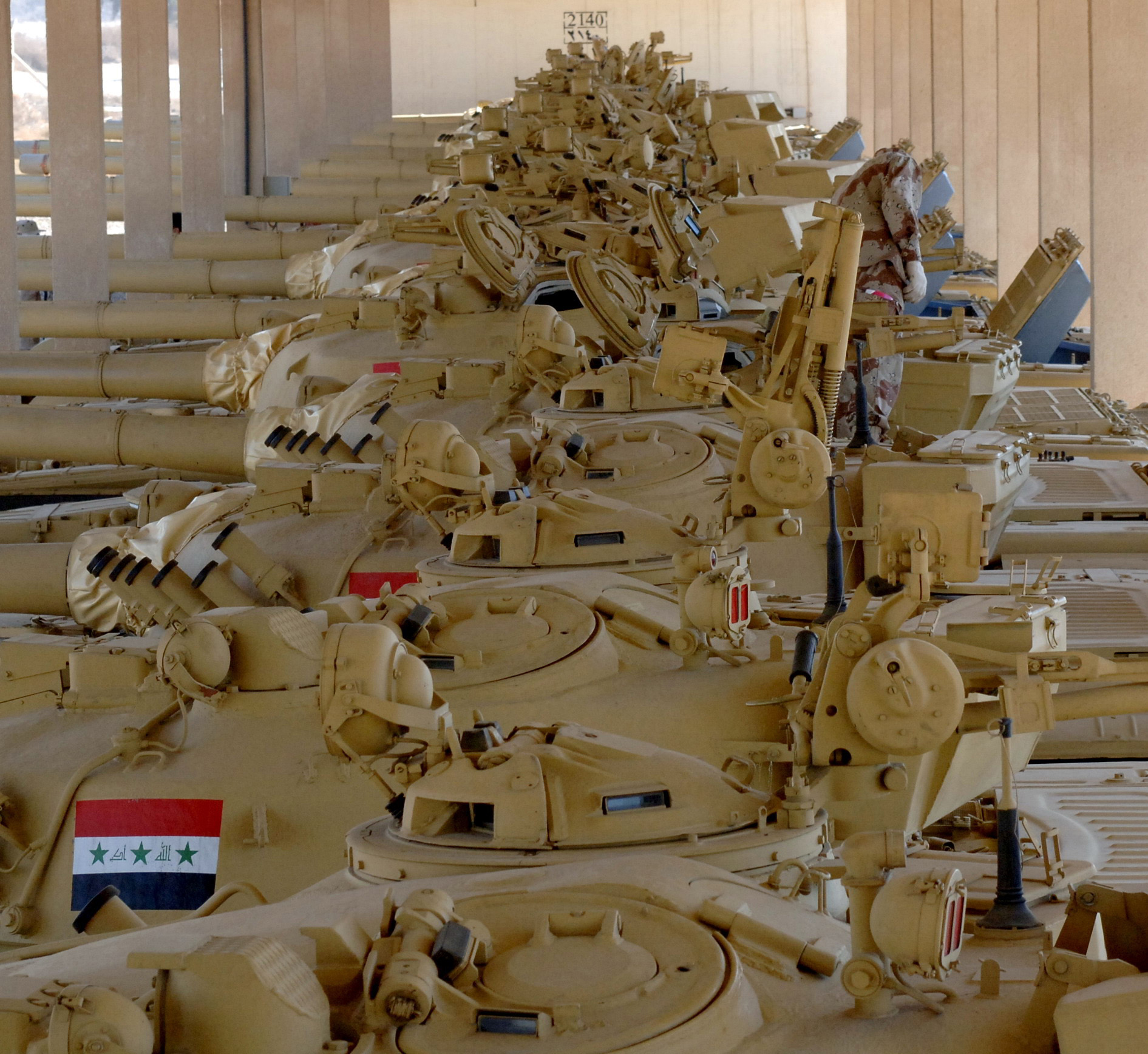
Tanques T-72 León de Babilonia iraquí.

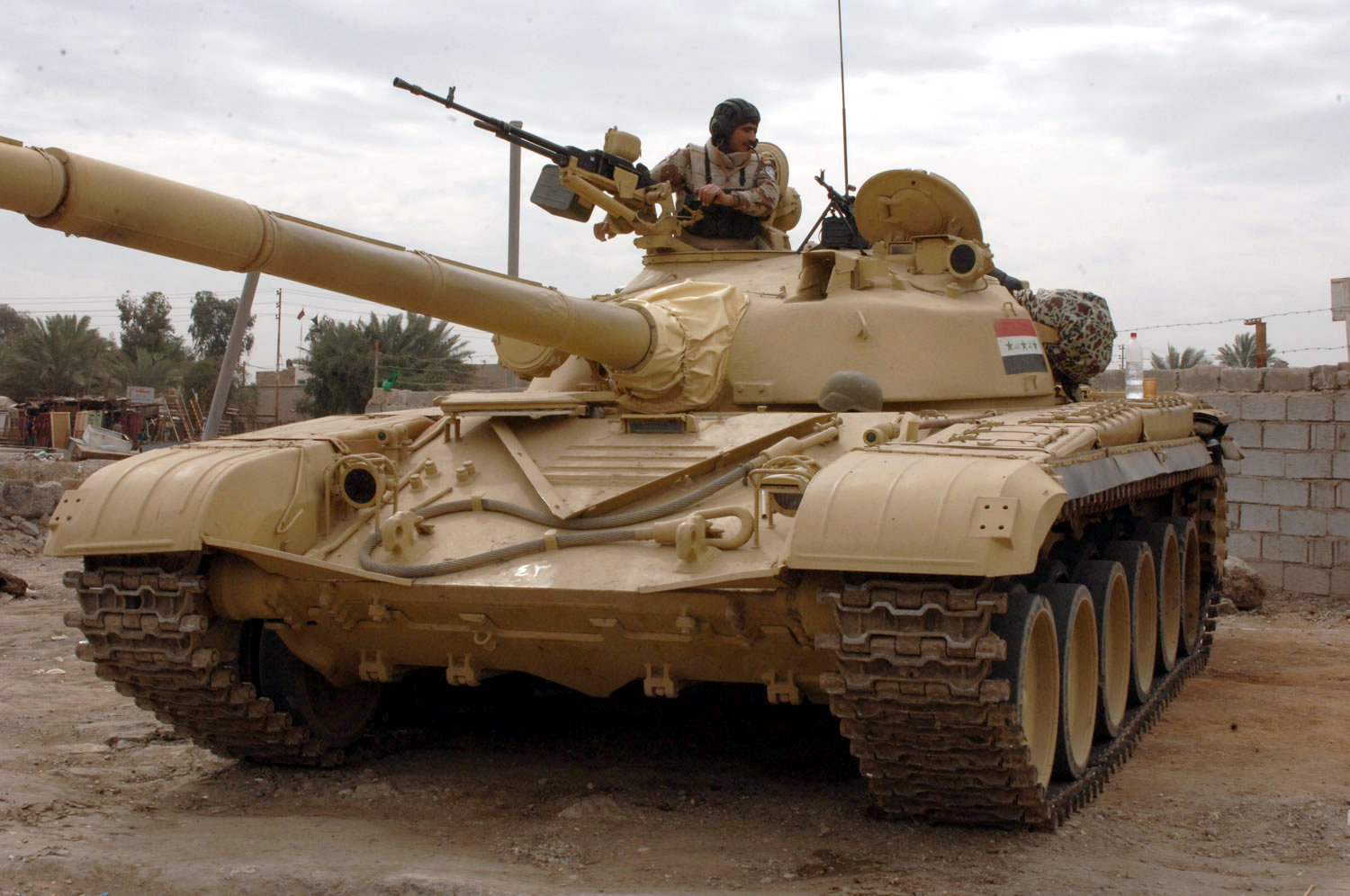
Tanque T-72 León de Babilonia iraquí.

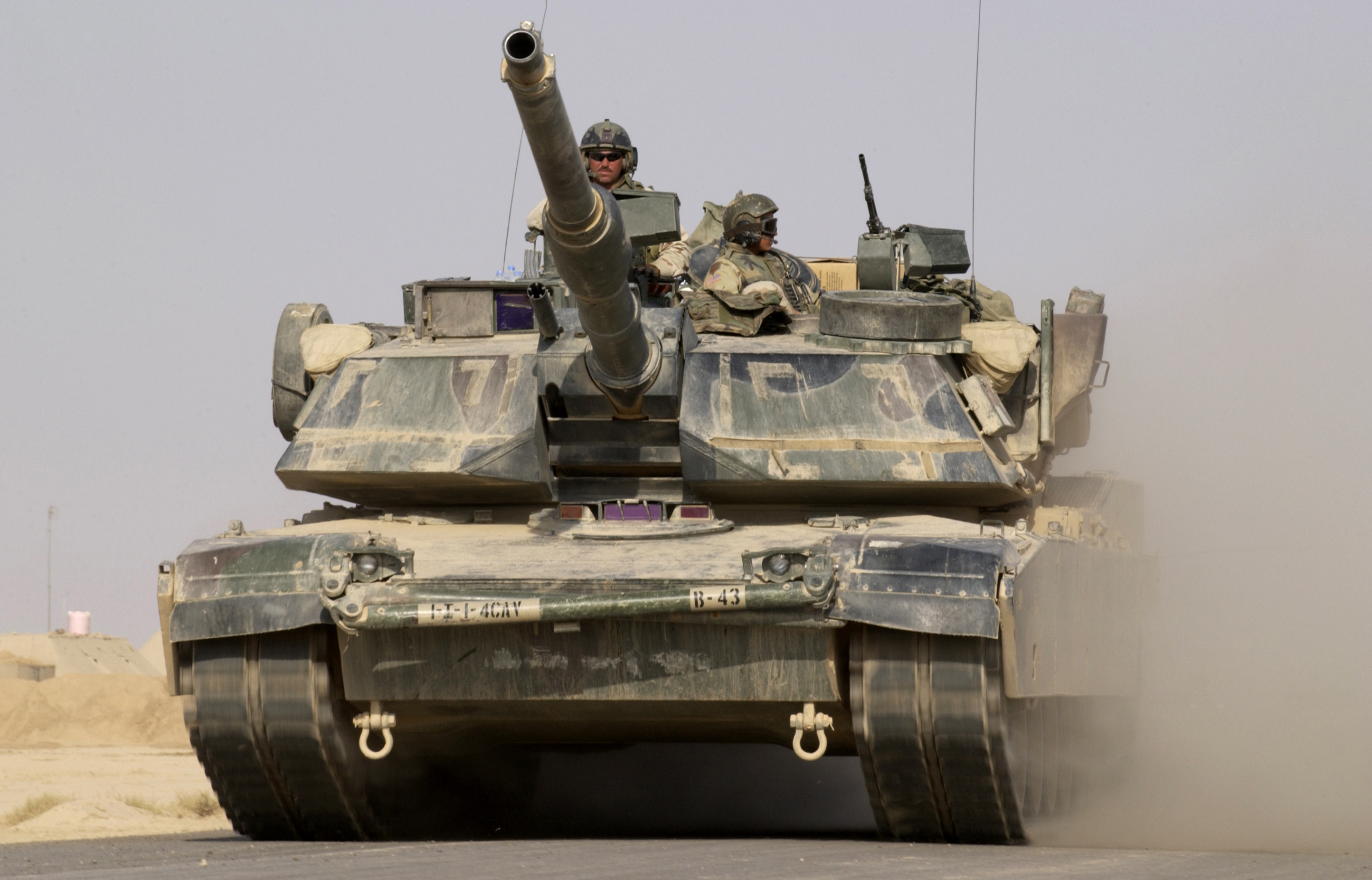
Tanque M1A1IRK Abrams iraquí.

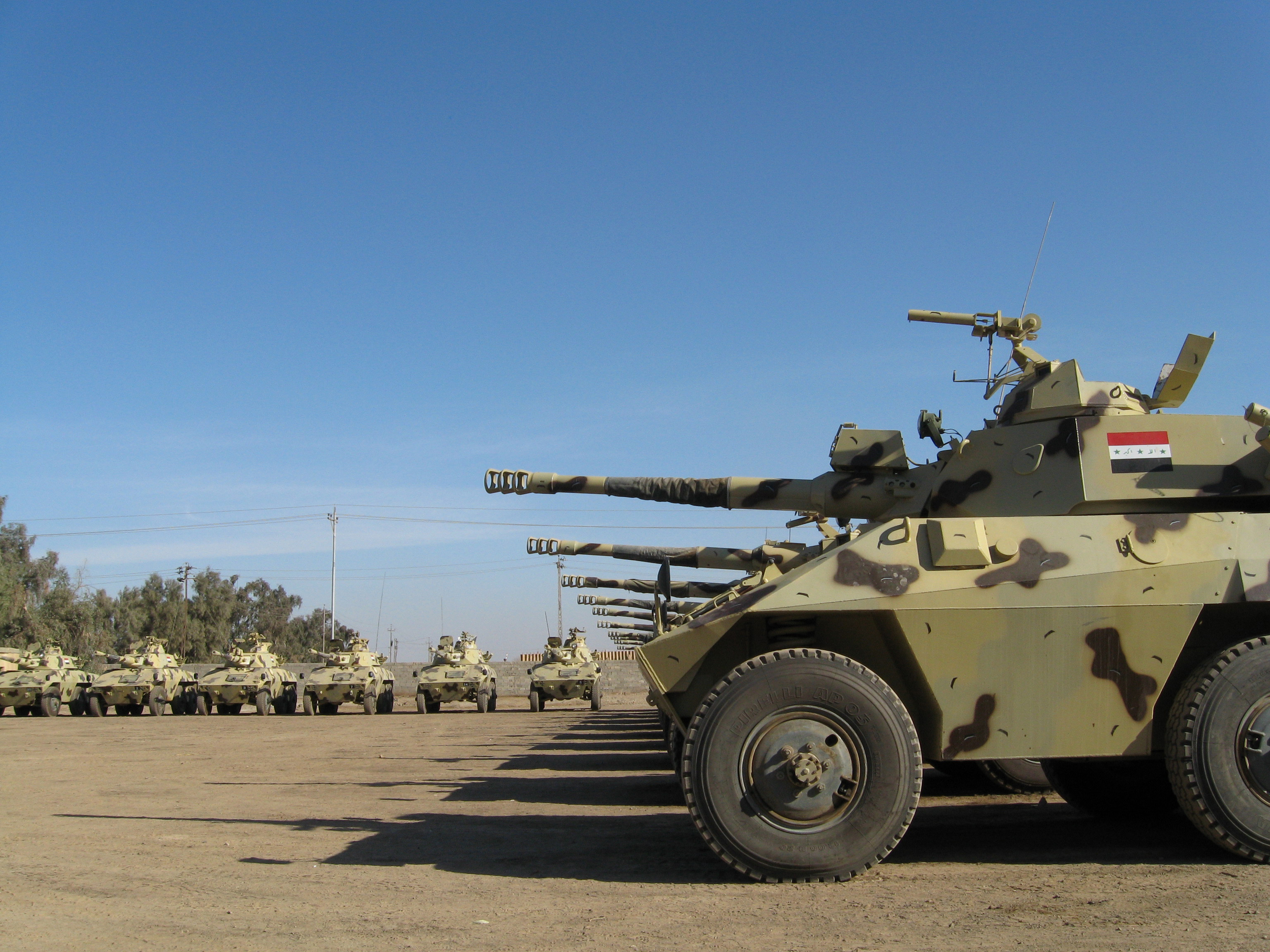
Tanques EE-09 Cascavel iraquíes.

- T-55
- T-72
- T-90S
- M1A1IRK Abrams
- EE-09 Cascavel[69]

#### Vehículos de asalto blindados
- AMZ Dzik
- BMP-1
- BTR-4
- BTR-80
- BTR-94
- Iraqi Light Armored Vehicle
- M1117
- M113
- MT-LB
- Otokar Akrep
- Panhard AML
- Panhard M3

#### Camiones y transportes
- BTR-152
- GAZ-63
- GAZ-66
- Humvee
- Heavy Expanded Mobility Tactical Truck
- M939
- UAZ-469
- ZIL 131

#### Artillería estacionaria y móvil
- 122 mm howitzer 2A18 (D-30)
- 122 mm howitzer M1938 (M-30)
- 130 mm towed field gun M1954 (M-46)
- 152 mm towed gun-howitzer M1955 (D-20)
- howitzer M198
- howitzer M109

## Mandos notables
- Mayor General del comando Nassir al-Hiti
- Teniente General Qadir Obeidi